# حلمي زامورا
محمد حسن حلمي (13 فبراير 1912 – 5 نوفمبر 1986)، الشهير باسم حلمي زامورا، كان لاعب كرة قدم ومدير رياضي مصري. لعب لصالح نادي الزمالك ومنتخب مصر لكرة القدم كجناح أيسر، مثل بلاده في دورة الألعاب الأولمبية الصيفية عام 1936. كلاعب، أمضى زامورا مسيرته الاحترافية بأكملها مع نادي الزمالك محققًا أحد عشر لقبًا مع الفريق. وبعد اعتزاله كرة القدم الاحترافية عام 1948، عمل حكماً دولياً ثم إدارياً وذلك بجانب عمله في وزارة الزراعة. يُعتبر على نطاق واسع أحد أهم الشخصيات في تاريخ نادي الزمالك، حيث شغل منصب رئيسه لثلاث فترات، بين عامي 1967 و1984.
عمل كمدير كرة وعضو مجلس إدارة وتولي مناصب أخرى في نادي الزمالك، حتى تولى الرئاسة عام 1967. حلمي زامورا هو أول لاعب كرة قدم يتولى رئاسة نادٍ في مصر علي الإطلاق. وإلى جانب محمد حيدر باشا، يُعتبر من أفضل رؤساء نادي الزمالك على مدار تاريخه الطويل، كما يُعتبر من أكثر الشخصيات تأثيرًا في تاريخ كرة القدم المصرية. ونظراً لكونه أحد أهم الشخصيات المنتمية للنادي العريق منذ تأسيسه في 1911، سُمي الملعب الرسمي للزمالك باسمه بعد وفاته عام 1986.

## الميلاد والنشأة
وُلِد محمد حسن حلمي في 13 فبراير 1912 بقرية ميت كنانة بمحافظة القليوبية. بدأ لعب كرة القدم في مدرسة المحمدية الابتدائية، وفي عام 1929 لعب ضمن الفريق الأول لمدرسة الخديوي الثانوية، وانضم لفريق شباب في نادي الزمالك في العام نفسه.

## المسيرة الرياضية

### مسيرته كلاعب
بعد إنضمامه لنادي الزمالك وفي عام 1934 بدأ مشواره مع النجومية عندما أصيب جميل الزبير جناح أيسر الفريق الأول للفريق فلعب حلمي  زامورا مكانه ليحجز مقعده في التشكيلة الأساسية للفريق لسنوات طويلة. فاز مع نادي الزمالك بكأس مصر خمس مرات (1935، 1938، 1941، 1943، 1944). كما فاز بلقب دوري منطقة القاهرة خمسة مواسم (1939-40، 1940-41، 1943-44، 1944-45، 1946-47). 

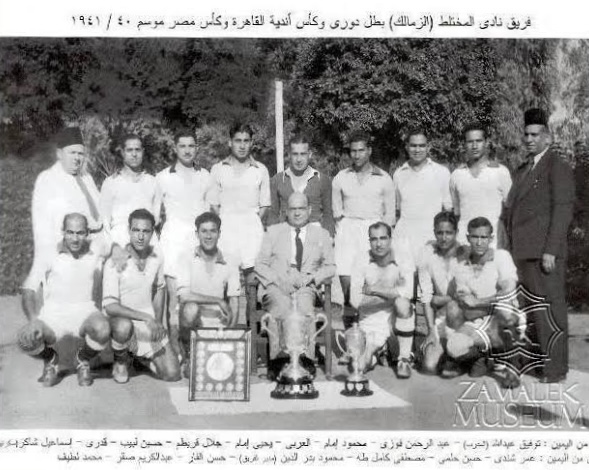
حلمي زامورا (الثاني جالسًا من اليمين) مع فريق نادي الزمالك عام 1941

في مشواره مع الفريق، سجل زامورا عدة أهداف في مباراة القمة، إلا أن أشهرها كان هدفه في مباراة ديربي القاهرة عام 1942 ضد الأهلي، والتي فاز بها الزمالك بنتيجة 6–0، وهو رقم قياسي لم يُحطم حتى الآن. أطلق عليه محمد حيدر باشا، رئيس نادي الزمالك في ثلاثينيات وأربعينيات القرن الماضي، لقب زامورا لتألقه في تسجيل هدفٍ في الحارس الإسباني الشهير ريكاردو زامورا. بدأ مشواره الدولي عام 1936 عندما اختير ضمن المنتخب القومي المصري المشارك في دورة برلين الأوليمبية في نفس العام وبعدها بعامين حصل على بكالوريوس الزراعة. اعتزل كرة القدم عام 1948.

### مسيرته كحكم
اتجه بعد اعتزاله إلى سلك التحكيم وتدرج به حتى نال الشارة الدولية عام 1957 وظل حكماً دولياً حتى بلوغه سن التقاعد الدولي عام 1962.

## مسيرته كإداري
بدأ العمل الإداري كعضو للجنة الكرة في نادي الزمالك بعام 1948 وبعدها بأربع سنوات اختير سكرتيراً عاماً للنادي في أول جمعية عمومية بالزمالك. ثم عين مديراً متفرغاً للنادي عام 1966 في نفس العام الذي اختير فيه وكيلاً للنادي.

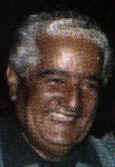
حلمي زامورا

كان أول لاعب كرة قدم يرأس نادي في مصر بشكل عام ونادي الزمالك بشكل خاص وذلك عام 1967، وظل رئيساً لنادي الزمالك حتى أغسطس 1984 باستثناء عام 1971 فقط والذي تولى فيه المستشار توفيق الخشن رئاسة النادي. وكان لحلمي زامورا الفضل الأول في إقامة معظم منشآت نادي الزمالك بميت عقبة. اشتهر بالعمل التطوعي حيث لم يحصل على أي مقابل من نادي الزمالك طوال فترة عطائه للنادي مكتفيا براتبه كوكيل لوزارة الزراعة وكذلك بعدما أحيل إلى المعاش. شغل عدة مناصب إدارية بالاتحاد المصري لكرة القدم منها رئاسته للجنة المسابقات واللجنة الفنية وفي مايو عام 1978 شغل منصب رئيس مجلس إدارة اتحاد الكرة المصري.
في عام 1980، أصدر الرئيس المصري محمد أنور السادات قرارًا بتعيين محمد حسن حلمي عضوًا في مجلس الشورى. وكتب السادات: "عُيّن محمد حسن حلمي في مجلس الشيوخ تقديرًا لدوره وسمعته وتاريخه الزراعي والرياضي". وكان ذلك تقديرًا لمسيرته الطويلة في العمل الحكومي والرياضي.

## الوفاة
توفي في 5 نوفمبر 1986، وبعد وفاته بأسبوع قررت إدارة النادي إطلاق اسمه على الملعب الرئيسي لنادي الزمالك وتم تسميته لاحقا استاد أبو رجيلة في 2014 في ولاية رئيس النادي حينها مرتضى منصور. وفي عام 2024 في ولاية حسين لبيب تم إعادة الاسم التاريخي للملعب «ستاد حلمي زامورا»، ليظل زامورا معروفًا على نطاق واسع كرئيس تاريخي للنادي.

## ألقاب
لاعب
نادي الزمالك
- دوري منطقة القاهرة: 1939–40، 1940–44، 1944–46، 1946–47
- كأس مصر: 1934–35, 1937–38, 1940–41, 1942–43، 1943–44
- كأس الملك فؤاد: 1940–41

## روابط خارجية
- حلمي زامورا على موقع قاعدة بيانات كرة القدم.إي يو (الإنجليزية)
- حلمي زامورا على موقع أوليمبيديا (الإنجليزية)